# Lolth
Lolth (Lloth v drowském dialektu) je vůdčí bohyně drowů v hře na hrdiny Dungeons&Dragons. Je známa také jako Pavoučí královna a Královna jam démonických pavučin. Byla vytvořena Garym Gygaxem pro campaign setting Svět Greyhawku, později se objevila ve Ztracených Říších a nyní je součástí výchozího panteonu D&D.
Lolth je démoní královna či lord a bohyně uctívaná drowy (některé mýty tvrdí, že byla původně bohyní, jež se později přeměnila v démona). Promítá svou hrozivou moc a velkou krutost do vášně pro arachnidy. Jako bohyně temnoty, drowů, zla a pavouků (a vrahů a chaosu ve Ztracených říších) formuje drowskou společnost, kde přežije jen ten nejsilnější.
Lolth je chaoticky zlá, středně silná mocnost, jejím symbolem je černý pavouk s hlavou drowské ženy (ve Ztracených říších visící na pavučině). Má dvě formy vzhledu, drowskou a arachnidskou. V drowské formě je Pavoučí královna velmi krásná žena, někdy pokrytá pavouky. V arachnidské formě má podobu velké černé vdovy s hlavou drowí ženy nebo člověka s pavoučíma očima. Někdy má místo pavoučích nohou lidské paže. Ve třetí edici D&D je pod vlivem série románů “Válka Pavoučí královny” více podobná driderům (drovoukům).
Lolth sídlí v Jamách démonických pavučin, což je temné království v podobě jedné velké pavučiny, kde jí slouží zástupy mocných mystických otroků. Její rezidence v této říši je pohyblivá železná pevnost ve tvaru pavouka. Ve výchozí kosmologii D&D leží Jámy démonických pavučin v 66. patře Abbysu (v modulu Královna pavouků je uváděno 65. patro). Ve Ztracených říších jsou tyto Jámy sférou sami o sobě, stejně tak to platí ve třetí edici D&D.
Lolth je zapřisáhlým nepřítelem Corellona Larethiana a jeho panteonu Seldarine, je také rivalkou různých démoních lordů Abyssu, především Zuggtmoyi, démonické paní hub. Je také vůdkyní takzvaného Temného Seldarine, do kterého patří mimo ni i dobrá bohyně drowů Eilistraee, bůh slizu Ghaunadaur, bůh zlodějů Vhaeraun, bohyně otroctví a nemrtvých Kiaransalee a mrtvý bůh válečníků Selvetarm. Vztahy mezi bohy tohoto panteonu jsou však většinou nepřátelské.